# Blackout (Dropkick Murphys)
Blackout è il quarto album di studio del gruppo celtic punk/folk punk statunitense Dropkick Murphys. È stato pubblicato nel 2003, assieme ad un DVD contenente i video live di Rocky Road to Dublin e Boys on the Dock, il video musicale di Gonna Be a Blackout Tonight ed il trailer del loro successivo DVD, che avrebbe poi avuto il titolo On The Road With The Dropkick Murphys.
L'album è stato pubblicato anche come vinile in formato 10". Contiene 5 canzoni dall'album ed una cover di It's a Long Way to the Top (If You Wanna Rock 'n' Roll) degli AC/DC, successivamente inclusa in Singles Collection, Volume 2. Il gruppo ha prodotto i video anche di Walk Away e Gonna Be A Blackout Tonight.
La traccia Time to Go è stata inclusa nel videogioco del 2003 Tony Hawk's Underground.

## Tracce
Tutte le tracce dei Dropkick Murphys eccetto dove indicato.
1. Walk Away – 2:51
2. Worker's Song (Ed Pickford) – 3:32
3. The Outcast – 3:10
4. Black Velvet Band (canzone tradizionale, Dropkick Murphys) – 3:03
5. Gonna Be a Blackout Tonight (Woody Guthrie, Dropkick Murphys) – 2:39
6. World Full of Hate – 2:22
7. Buried Alive – 1:57
8. The Dirty Glass – 3:38
9. Fields of Athenry (Pete St. John) – 4:24
10. Bastards on Parade – 3:50
11. As One – 3:01
12. This Is Your Life – 3:43
13. Time to Go – 2:53
14. Kiss Me, I'm Shit-faced – 5:34

## Lista tracce dei 10" e 7"
Tutte le tracce dei Dropkick Murphys eccetto dove indicato.
Blackout 10" (edizione limitata a 6000 copie. Le prime 250 pubblicate online ed autografate dal gruppo)
Lato A
1. Walk Away – 2:51
2. Buried Alive – 1:57
3. Gonna Be a Blackout Tonight (Woody Guthrie, Dropkick Murphys) – 2:39

Lato B
1. Fields of Athenry (Pete St. John) – 4:24
2. Bastards on Parade – 3:50
3. It's a Long Way to the Top (If You Wanna Rock 'n' Roll) (Angus Young, Malcolm Young, Bon Scott) – 4:43

The Fields Of Athenry 7" (edizione limitata a 2000 copie)
1. The Fields of Athenry
2. I'm Shipping Up to Boston
3. If I Were a Carpenter (Live)

## CD dei singoli
Walk Away (pubblicato solo in Europa)
1. Walk Away
2. We Got the Power
3. Victory

The Fields of Athenry (edizione limitata a 600 copie)
1. The Fields of Athenry
2. I'm Shipping Up to Boston
3. If I Were a Carpenter (Live)

The Fields of Athenry Promo (distribuito in un incontro di calcio a Glasgow, Scozia)
1. The Fields of Athenry
2. Buried Alive

Time to Go (edizione limitata a 12000 copie - distribuito ai giochi Boston Bruins)
1. Time to Go
2. The Dirty Glass

## Componenti
- Al Barr – voce
- Ken Casey – basso, voce
- Matt Kelly – batteria, bodhrán, cori
- James Lynch – chitarra, cori
- Marc Orrell – chitarra, fisarmonica, cori
- Joe Delaney – cornamusa
- Stephanie Dougherty – voce in The Dirty Glass
- Jim Siegel – ingegnere del suono